# 拿破仑广场
43°50′29.03″N 10°30′9.60″E / 43.8413972°N 10.5026667°E
拿破仑广场（Piazza Napoleone），通称为大广场（piazza Grande），是意大利中北部托斯卡纳大區卢卡市的主要广场。卢卡总督府位于拿破仑广场，占据了广场的整个西侧，目前是卢卡省政府的所在地。

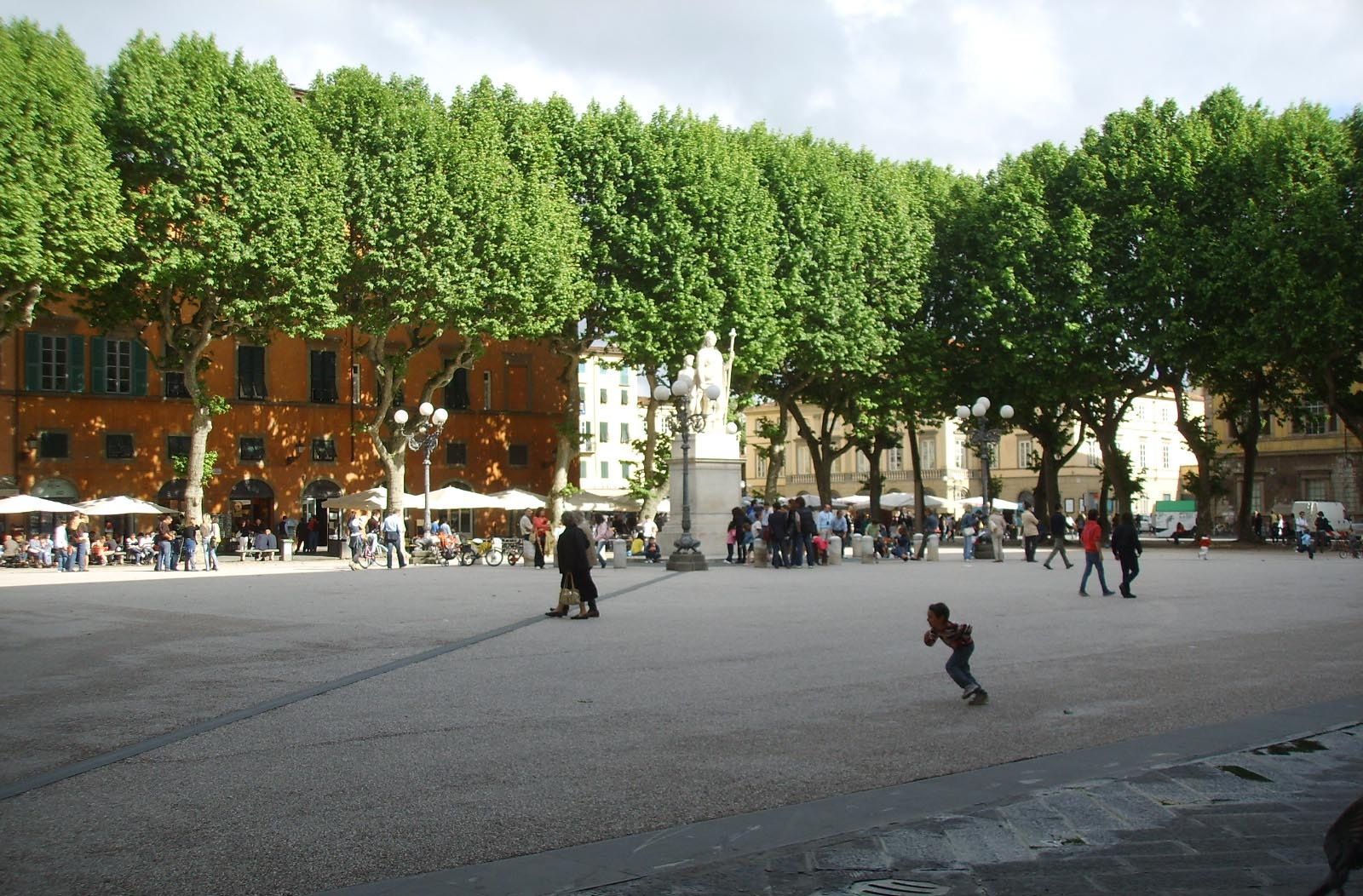
拿破仑广场

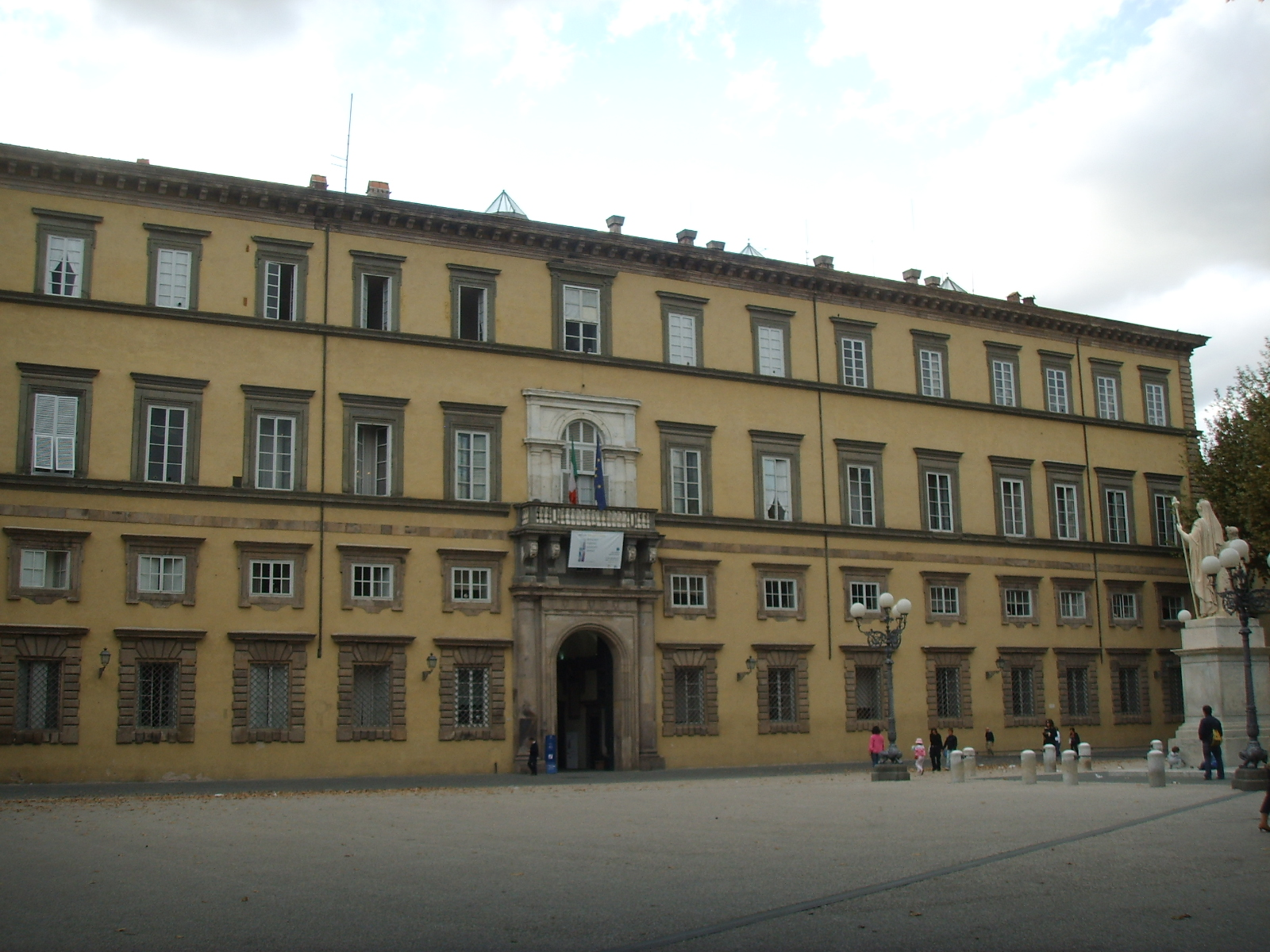
卢卡总督府

## 历史
广场的所在地曾是规模巨大的奥格斯塔要塞（Fortezza Augusta）的一部分，占据卢卡城的五分之一，毁于1370年。卢卡总督府就兴建在要塞的遗址上。
广场诞生于1806年，当时卢卡的统治者是拿破仑的妹妹埃莉萨·波拿巴。因此广场以法国皇帝拿破仑命名。广场由乔瓦尼·拉扎里尼和法国人 皮埃尔·西奥多Bienimé设计，周围有邮局、盐仓库和圣伯多禄堂（chiesa di San Pietro Maggiore），更衬托卢卡总督府作为19世纪卢卡公共生活中心的重要性，广场中央竖立拿破仑的巨大雕像，以表达对他的敬意。
1815年维也纳会议后，卢卡的主人改为玛丽亚·路易莎·波旁-西班牙，委托翻新总督府的房间，广场中心的雕像也由拿破仑更换为玛丽亚·路易莎（洛伦佐·巴托利尼雕于1843年）。
1998年以前，广场曾用于停车。

## 延伸閱讀
- ,  2nd, Coblenz: Karl Baedeker, 1870  [2016-04-10], （原始内容存档于2020-08-05）
- ,  14th, Leipzig: Karl Baedeker, 1913  [2016-04-10], （原始内容存档于2020-08-09）